# Сковородинівка
Сковороди́нівка (колишня Пан-Іванівка) — село в Україні, у Золочівській громаді Богодухівського району Харківської області. Населення становить 547 осіб.

## Географія
Село Сковородинівка лежить на березі безіменної річечки, яка через 1,5 км впадає в річку Кадниця (ліва притока), яка й собі через 2,5 км впадає в річку Рогозянка (права притока). На відстані 2 км лежить селище Мала Іванівка, за 4,5 км — села Гуринівка і Велика Рогозянка. У селі кілька ставків, воно оточене невеликими лісовими масивами (дуб).

## Історія

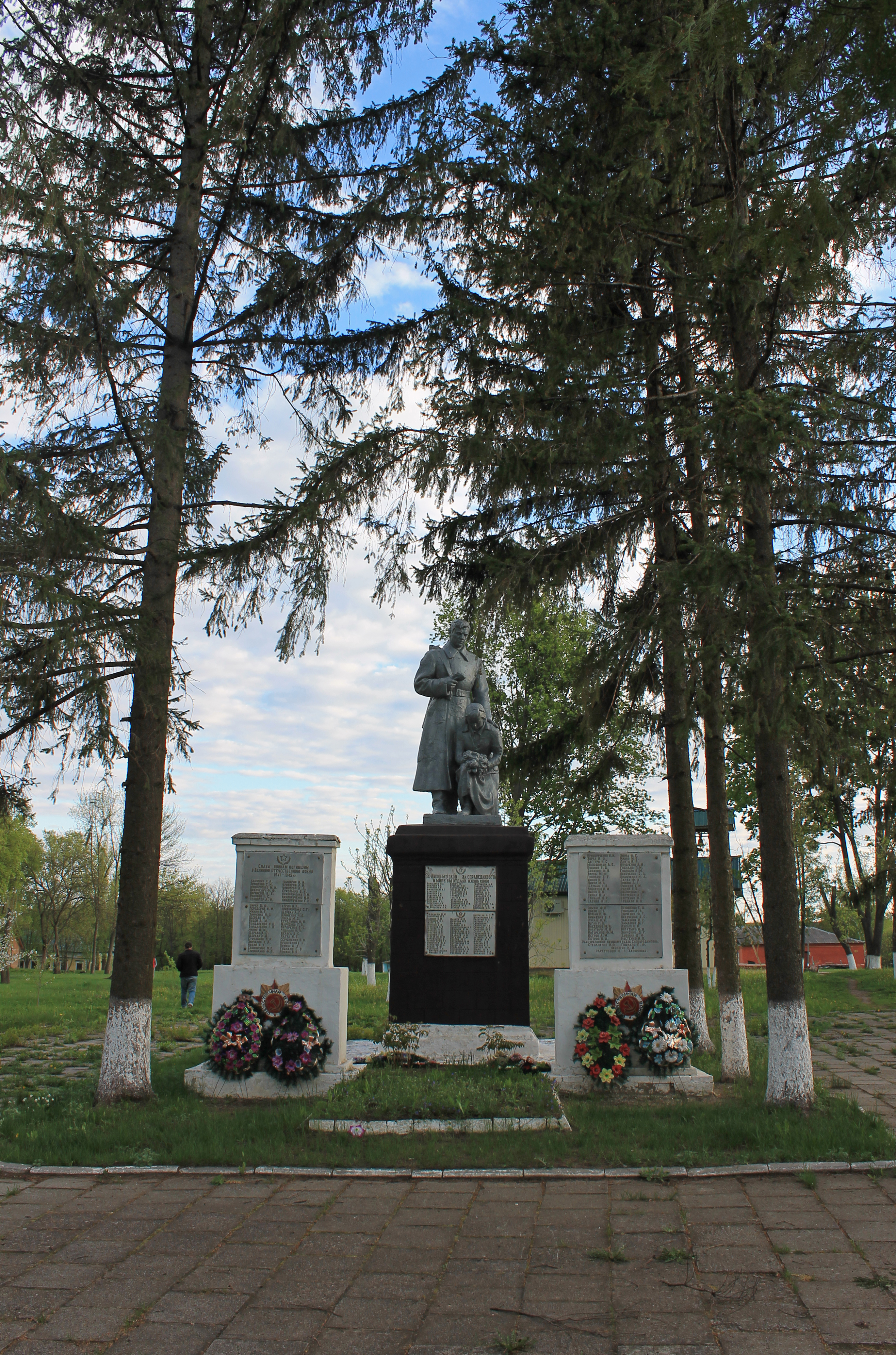
Братська могила радянських воїнів і пам'ятний знак воїнам-односельцям

Село вперше згадано 1732 року як хутір, що належав вільшанському сотникові Івану Ковалівському та його брату Якову, деркачівському сотникові. Хутір мав 161 душу підданих. У XVIII — на початку ХХ століть село називалося Пан-Іванівка (Іванівка, Іванівка Ольшанська). Назване за ім'ям свого засновника — Івана Ковалівського.
У 1790 та 1794 роках у селі перебував великий український філософ і поет Григорій Сковорода.
У листі до М. Ковалинського від 26 вересня 1790 року філософ писав:

| Ныне скитаюся у моего Андрея Івановича Ковалевського. Имам моему монашеству полное упокоеніе, лучше Бурлука. Земелька его есть нагорная. Лѣсами, садами, холмами, источниками распещренна. На таком мѣстѣ я родился возлѣ Лубен. … ничего мнѣ не нужно, как спокойна келія, да наслаждаюся моею невѣстою… Бібліе! |
Сковорода гостював у Андрія Ковалівського і у квітні 1794 року, звідси вирушив до М. Ковалинського у Хотетове на Білгородщині. У «Житті Григорія Сковороди» М. Ковалинський пише: 
| 1794 года, августа 26 числа, отправился он в путь из Хотетова села в краину. …В концѣ пути своего почувствовал он побужденіе ѣхать в то же мѣсто откуда поѣхал к другу. …Слобода Ивановка помѣщика Ковалевскаго было то мѣстопребываніе, гдѣ нѣсколько времени жил он прежде и куда прибыл скончать теченіе свое. …Перед кончиною завѣщал предать его погребенію на возвышенном мѣстѣ близ рощи и гумна и слѣдующую здѣланную им себѣ надпись написать: «Міръ ловилъ меня, но не поймалъ». |

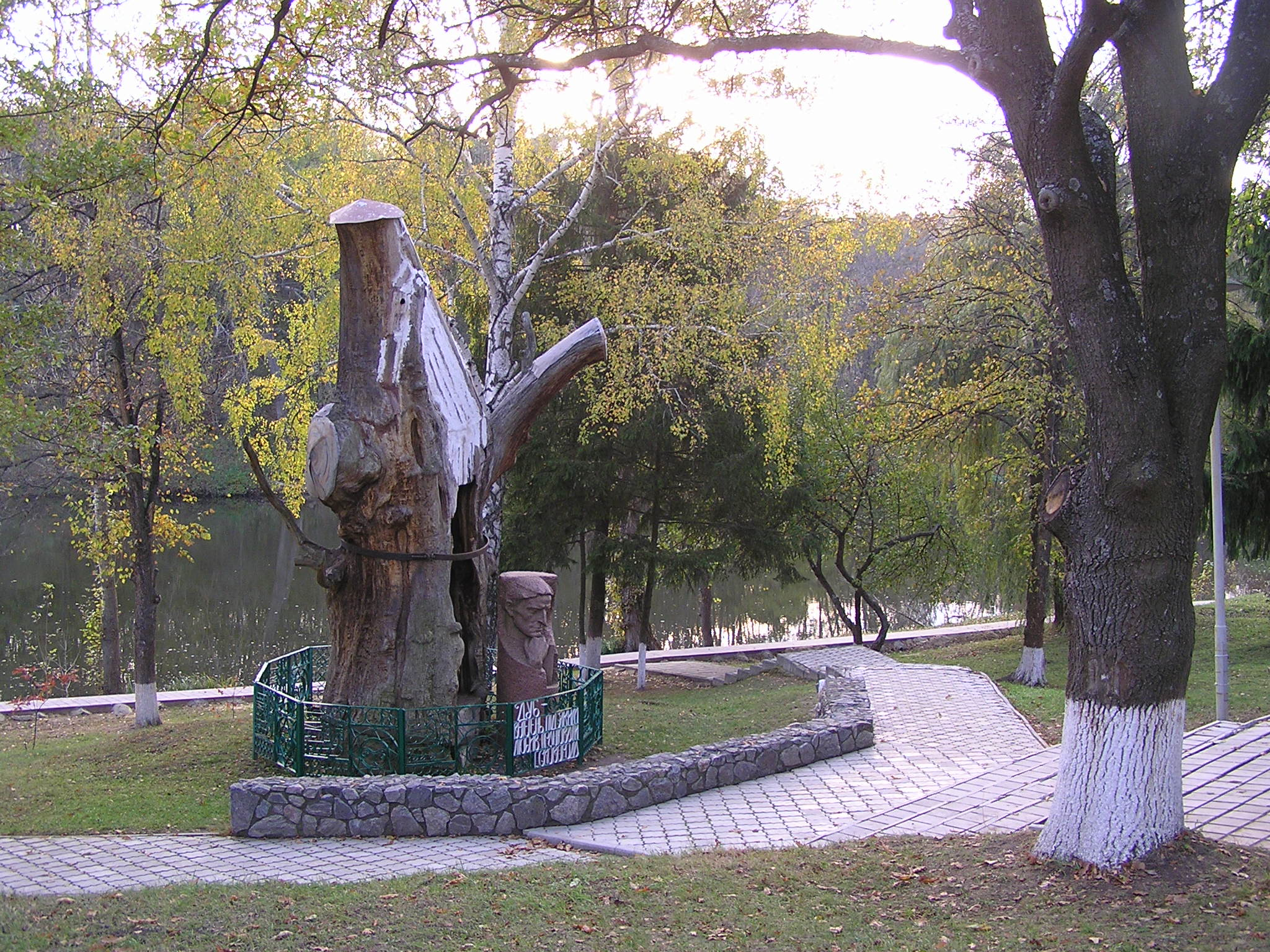
Меморіальний комплекс філософа і поета Г. С. Сковороди

Тут Сковорода помер 29 жовтня (за новим стилем 9 листопада) 1794 року і був похований на узвишші. У 1814 році прах мислителя перенесли з дідичних земель на церковні, за глибокий яр, де могила Сковороди зберігається й нині.
У 1795 році сюди переселено кріпаків з інших місць і споруджено церкву Спаса-Преображення. Хутір перетворився на село. У XIX столітті ним володіли пани Ковалівські, Кузіни, Жилинський, Крейнер. На початку XX століття тут стояла гуральня та цегельня.
1930 року в селі створено колгосп імені Г. С. Сковороди (з 2000 р. — СТОВ імені Г. С. Сковороди).
Село постраждало внаслідок геноциду українського народу, вчиненого урядом СРСР у 1932—1933 роках. Кількість установлених жертв у Великій Рогозянці, Гуринівці та Сковородинівці — 48 людей.
Під час Другої світової війни село у 1941—1943 роках перебувало під німецькою окупацією. Окупанти вбили 6 жителів, забрали в неволю 95 людей, пошкодили низку історичних пам'яток. У серпні 1943 року село зайняли радянські війська. У боях за село загинуло 94 бійці.
12 червня 2020 року, розпорядженням Кабінету Міністрів України № 725-р «Про визначення адміністративних центрів та затвердження територій територіальних громад Харківської області», увійшло до складу Золочівської селищної громади.
19 липня 2020 року, в результаті адміністративно-територіальної реформи та ліквідації Золочівського району, село увійшло до складу Богодухівського району.
Під час повномасштабного вторгнення військ РФ на територію України, в ніч на 7 травня 2022 село було обстріляне. Було знищено музей Г. С. Сковороди та поранена одна людина.

## Пам'ятки й освітньо-культурні заклади
У селі знаходяться:

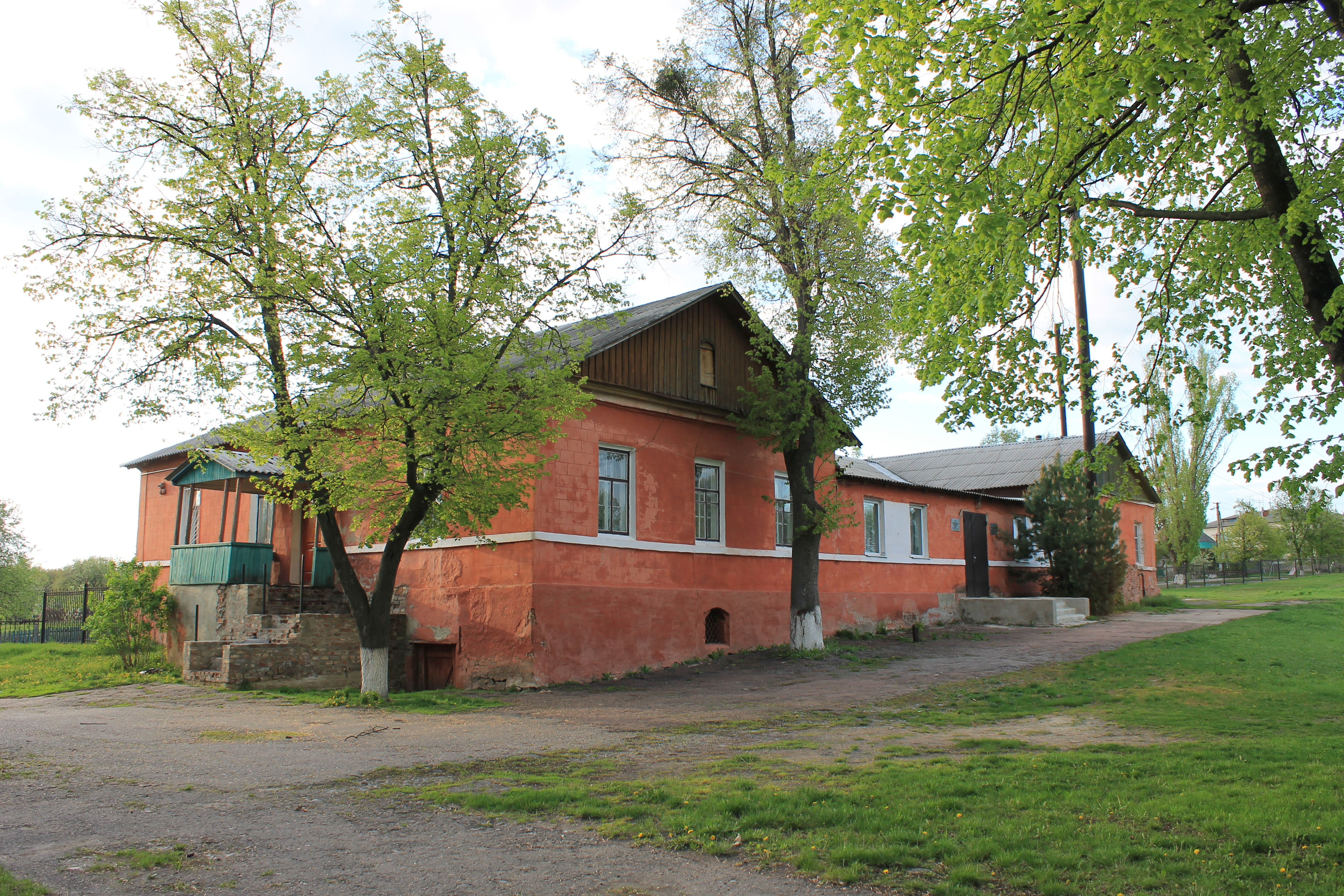
Садибний будинок — Контора управляючого (сучасне використання — клуб, фондове та службове приміщення музею, бібліотека, котельня)

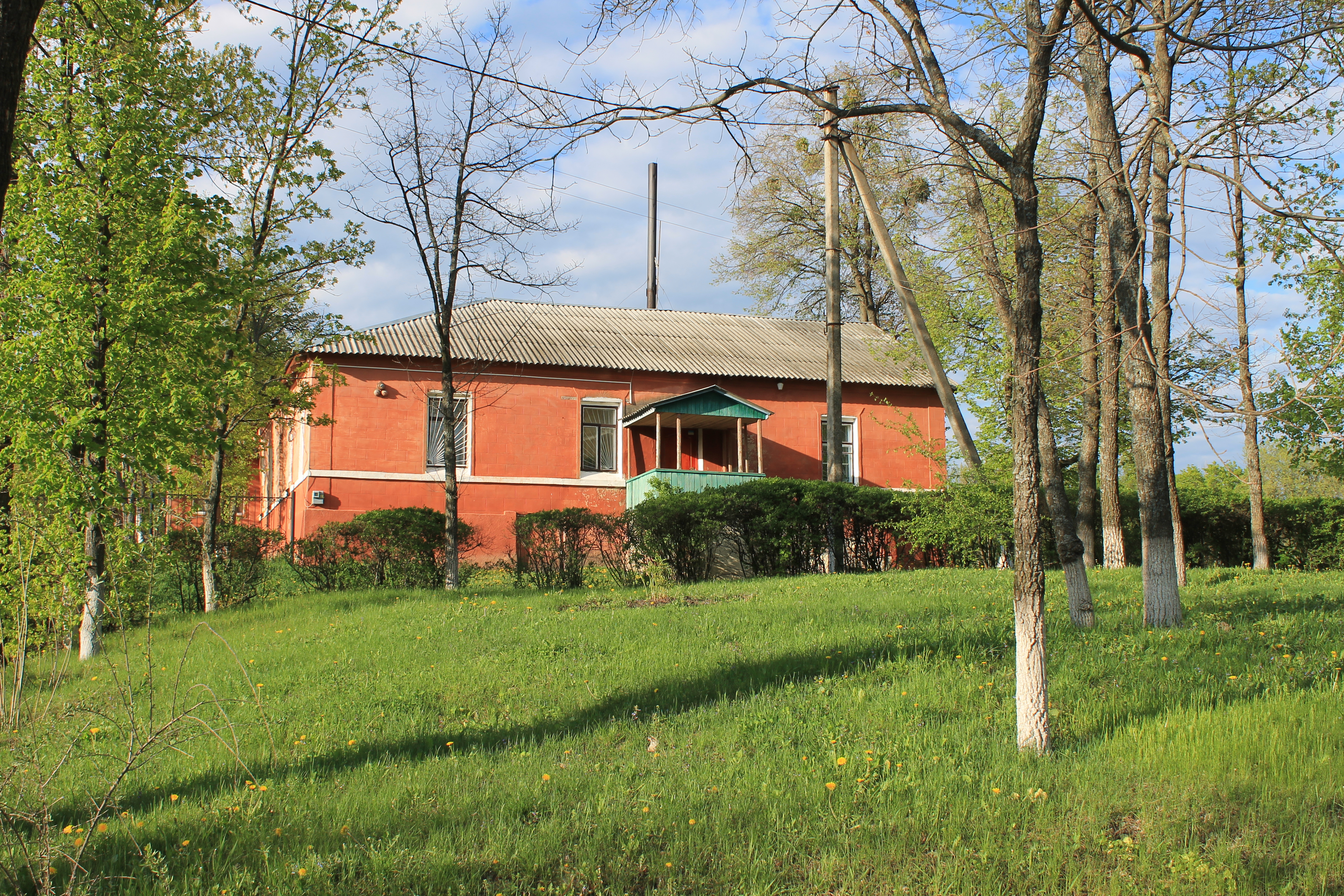
Садибний будинок — Контора управляючого. Вид спереду

- Національний літературно-меморіальний музей Г.С.Сковороди, міститься в будинку дідича А. І. Ковалівського (XVIII ст., розширено на початку XX ст.) — пам'ятка архітектури. До 1972 року в будинку, де проживав і помер Сковорода, була школа. Потім там засновано музей, що з 2008 року має статус національного[6].
- могила філософа — пам'ятка історії та монументального мистецтва (національний пам'ятник історії з 1965 року),
- парк XVIII ст. з липовими алеями — пам'ятка садово-паркового мистецтва, висаджено на площі 18,2 гектари, фруктовий садок
- улюблені місця Г. С. Сковороди: 700-літній дуб та криниця,
- пам'ятник мислителеві (з 1972 р. робота скульптора Івана Кавалерідзе; до того існували пам'ятники роботи скульп. Б. Кратка (1926) та І. Мельгунової (1938),
- будинки поміщицької контори XIX ст. (на підмурках кінця XVIII ст.) та комори (амбару) XIX ст.
- Церква, оновлена 1871 і закрита у 1930-ті, спалили німецькі частини 1943.
- На «братській могилі радянських воїнів» установлено пам'ятника (1954) та пам'ятного знака односельцям.

## Російсько-українська війна
Російські військові під час обстрілу знищили національний літературно-меморіальний музей Григорія Сковороди. Снаряд влетів під дах будівель – спалахнула пожежа, вогонь охопив усю будівлю.

## Видатні земляки
- Григорій Савич Сковорода (1722—1794) — великий український філософ, богослов, поет, байкар, педагог, музикант. Автор поетичної збірки «Сад божественних пісень», збірки байок «Байки Харківські», ряду філософських трактатів та діалогів. Народився в Чорнухах на Полтавщині, помер і похований у Сковородинівці (колишня Пан-Іванівка), яку дуже любив.

## Галерея

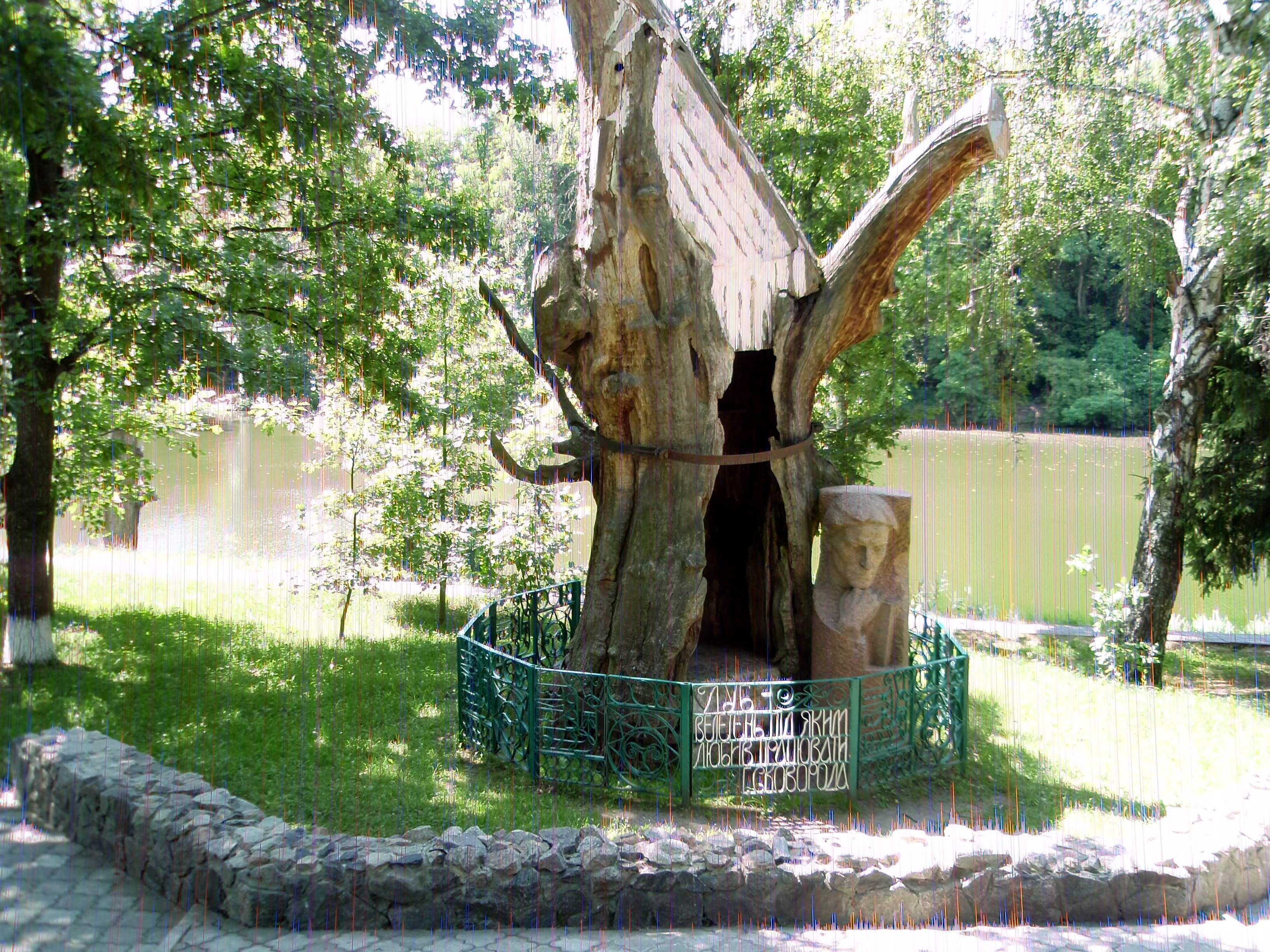
Меморіальний комплекс філософа і поета Г. С. Сковороди. Вид спереду
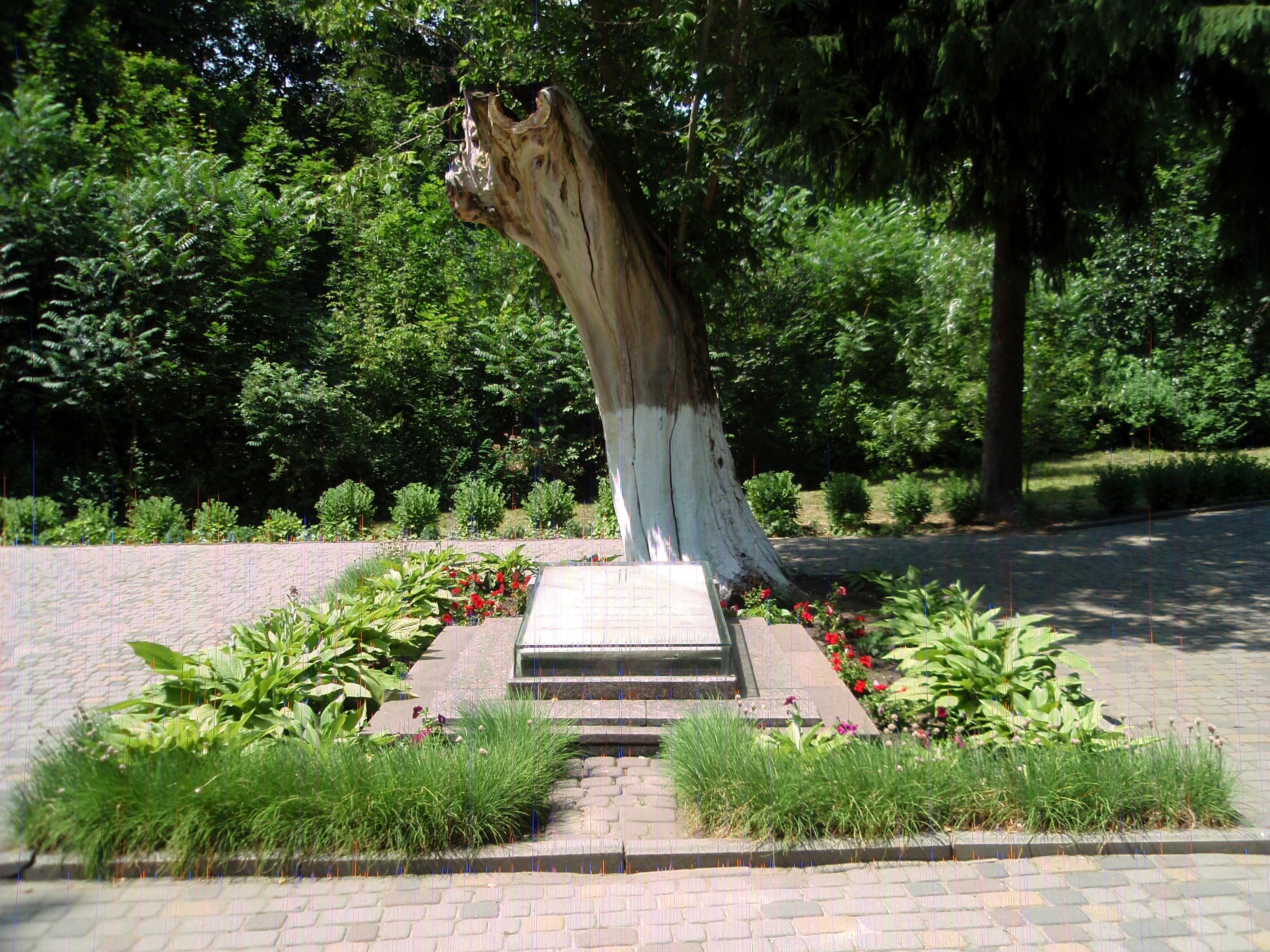
Меморіальний комплекс філософа. Плита.
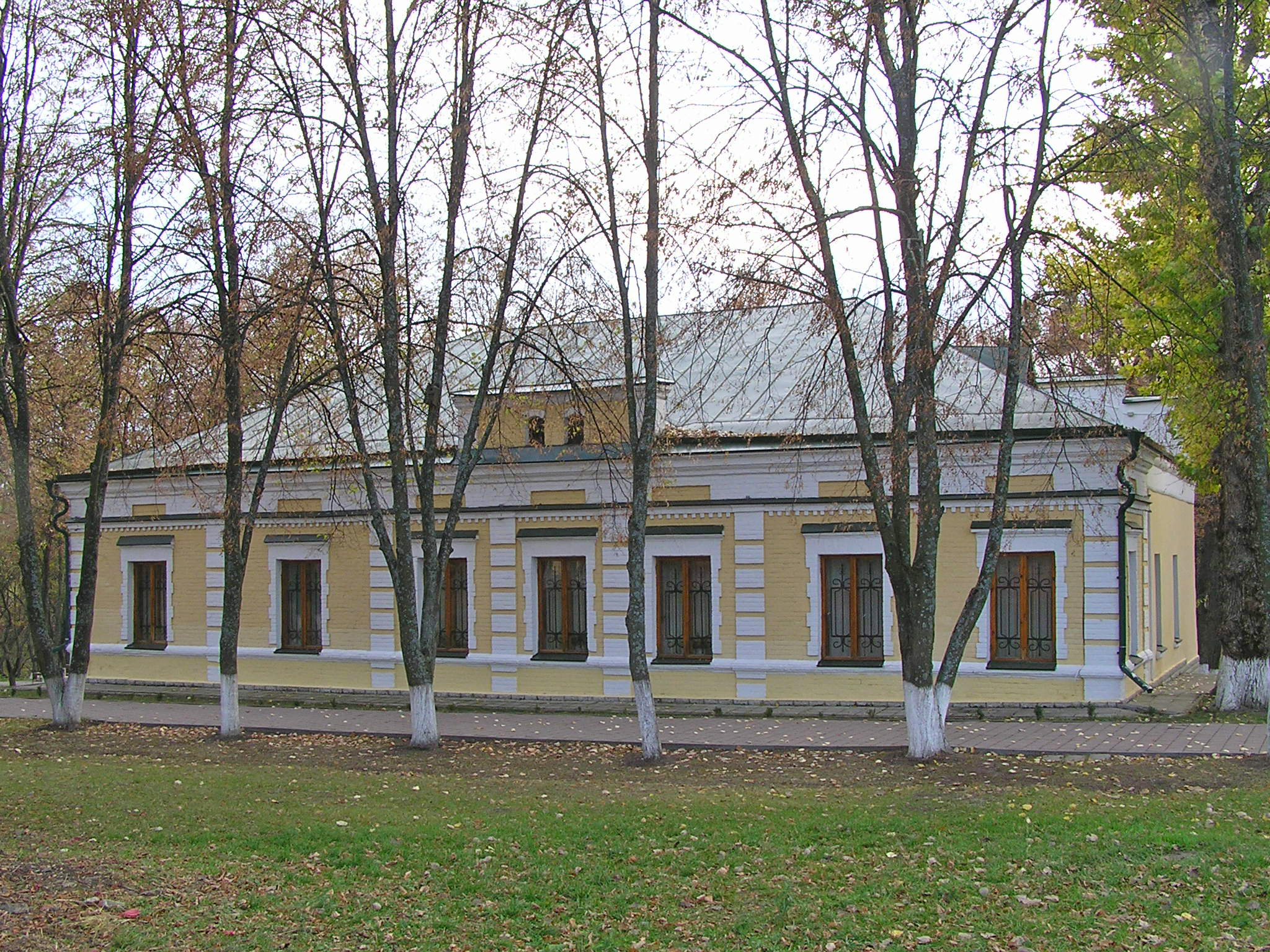
Парковий будинок (сучасне використання — музей)
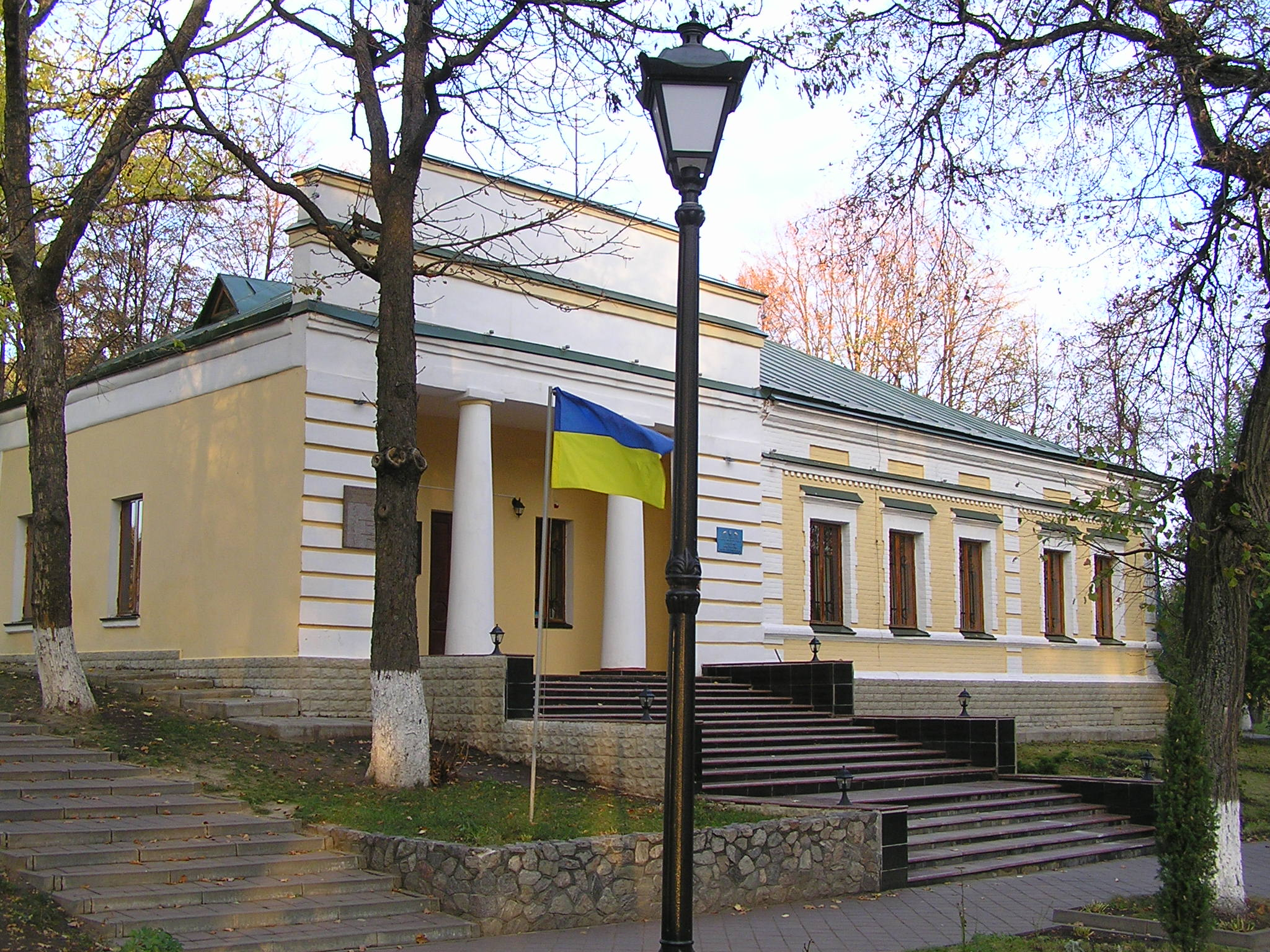
Парковий будинок (сучасне використання — музей). Центральний вхід
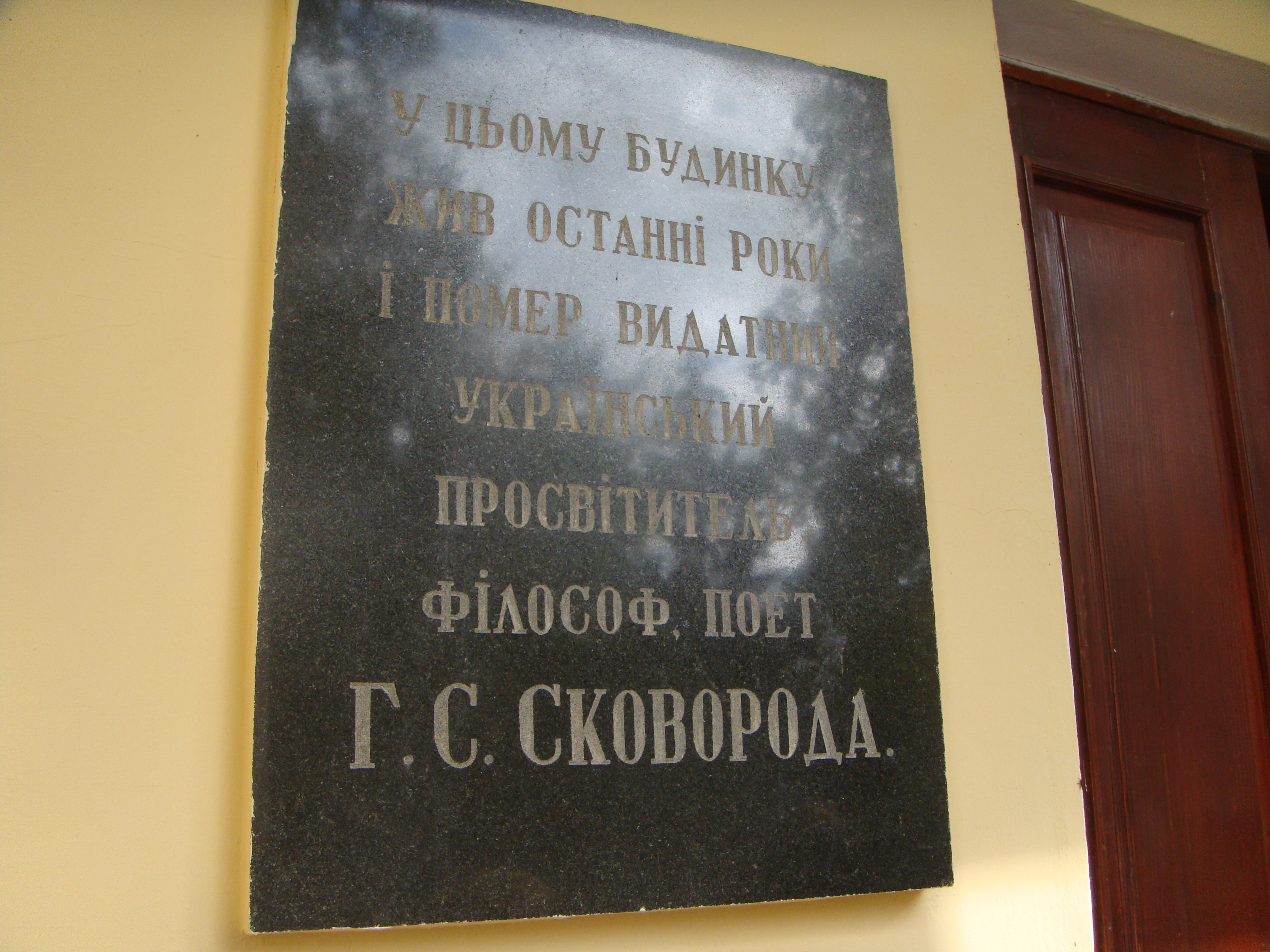
Пам'ятна дошка на будівлі музею
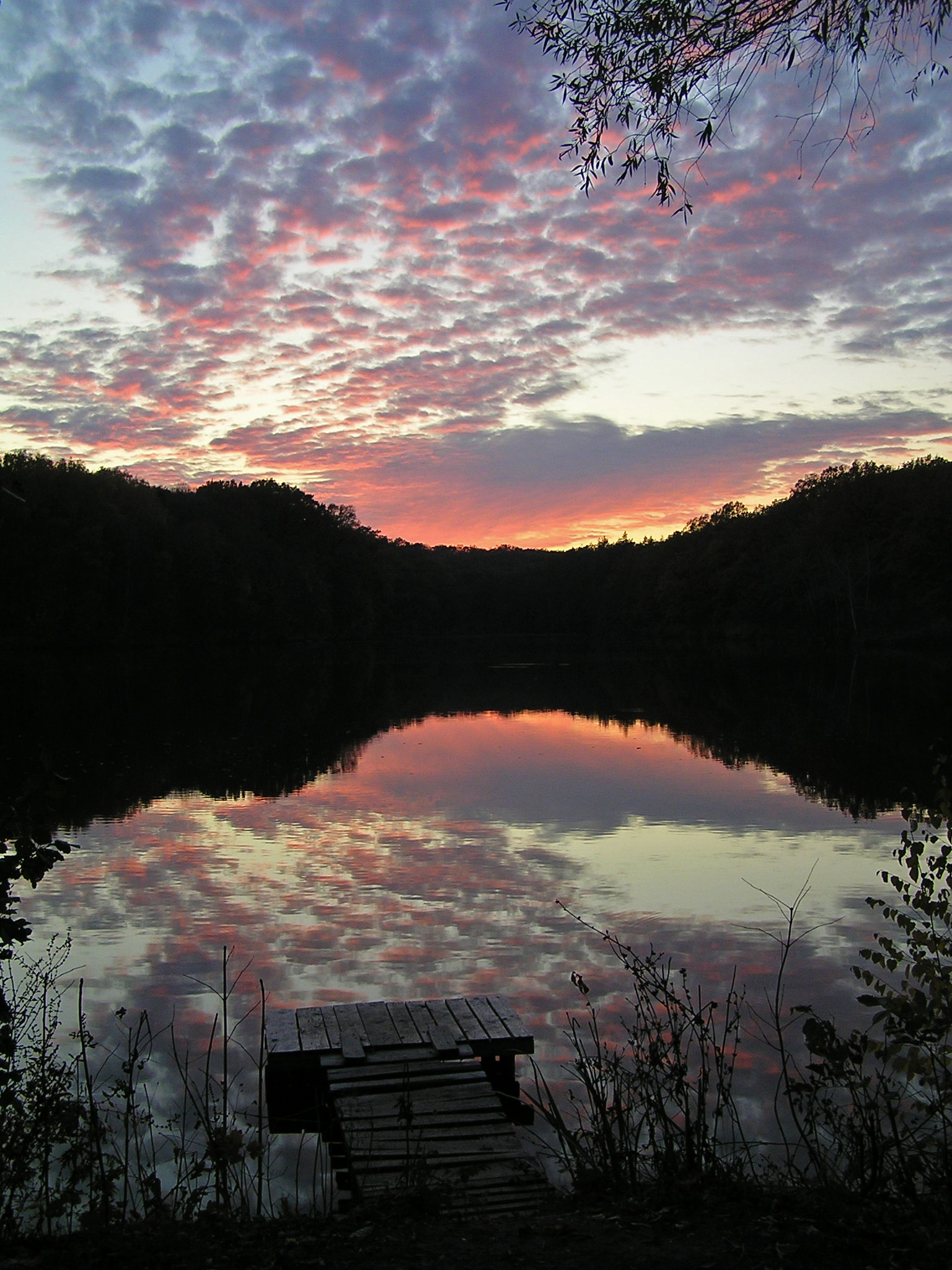
Став "Панські штани"
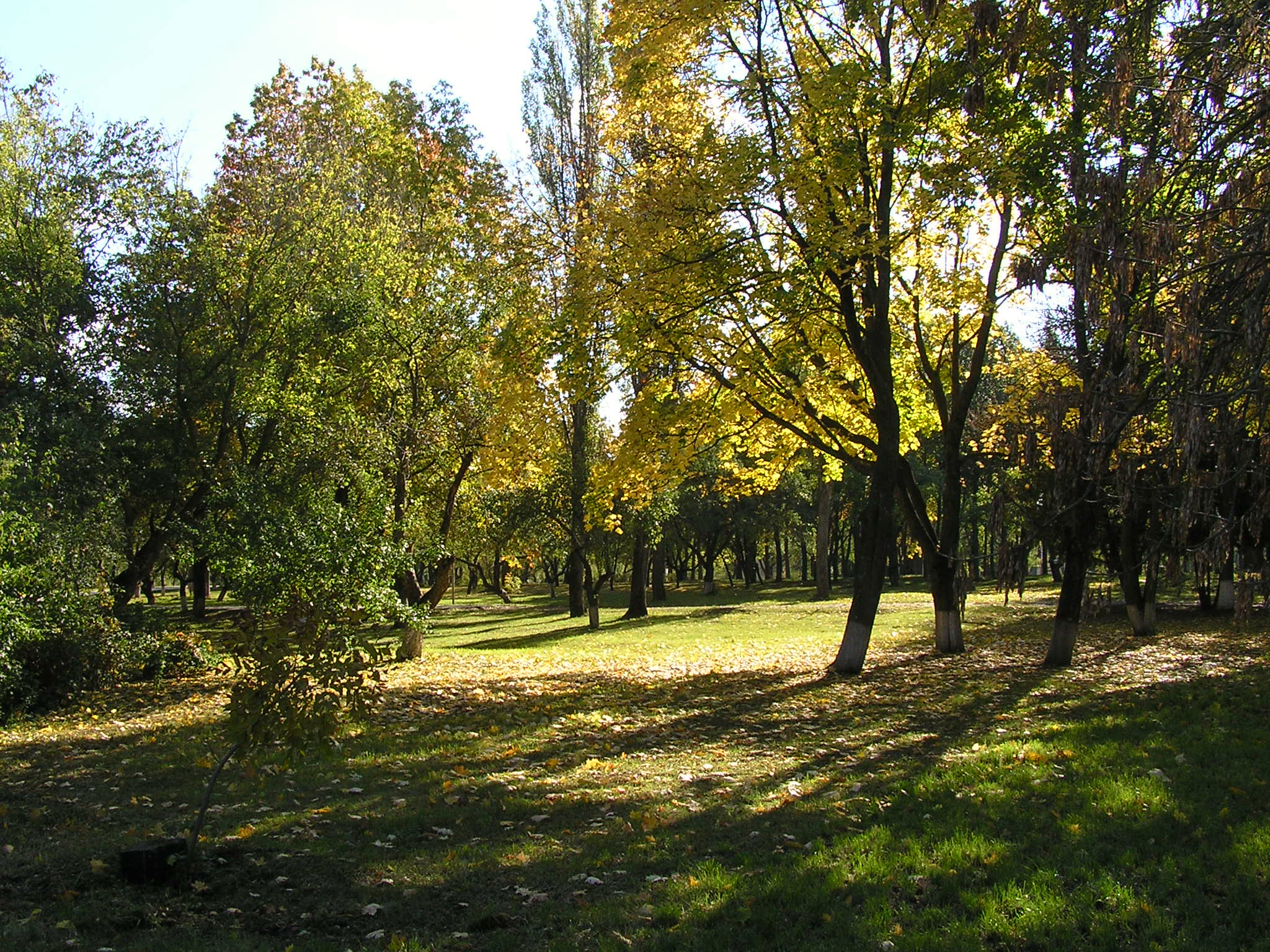
Парк
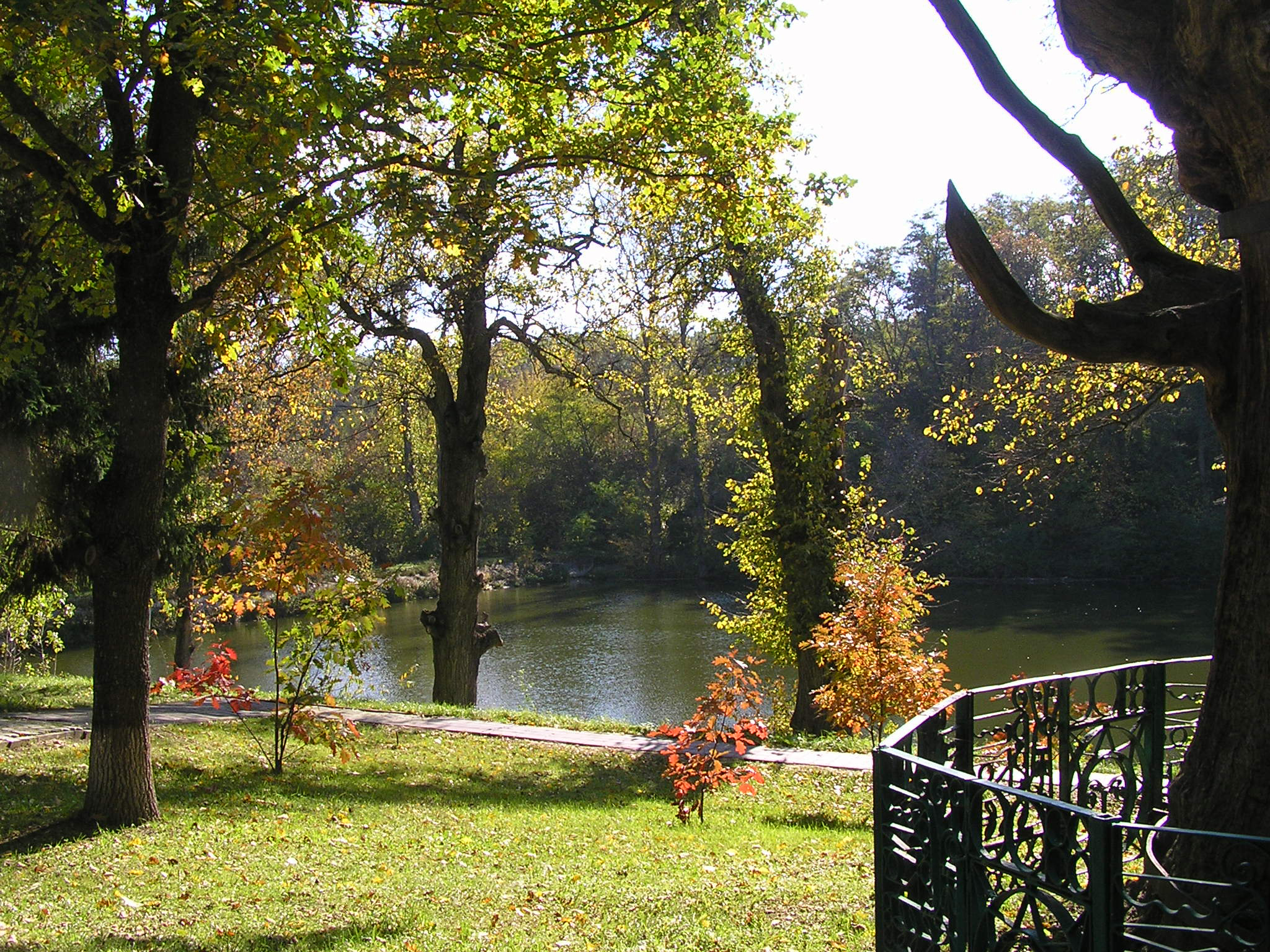
Парк. Вид на ставок
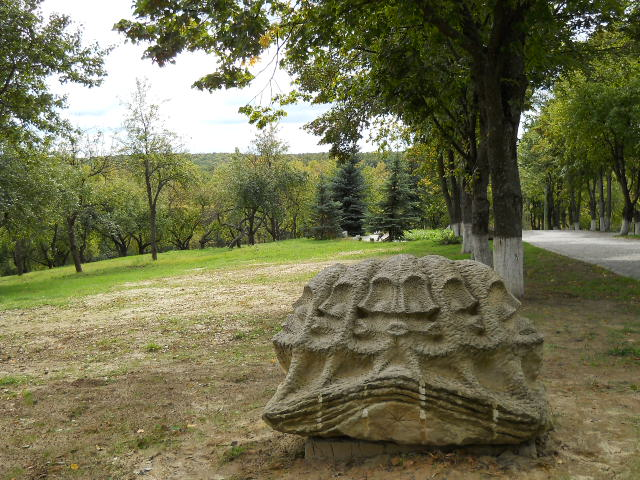
Скульптура у парку
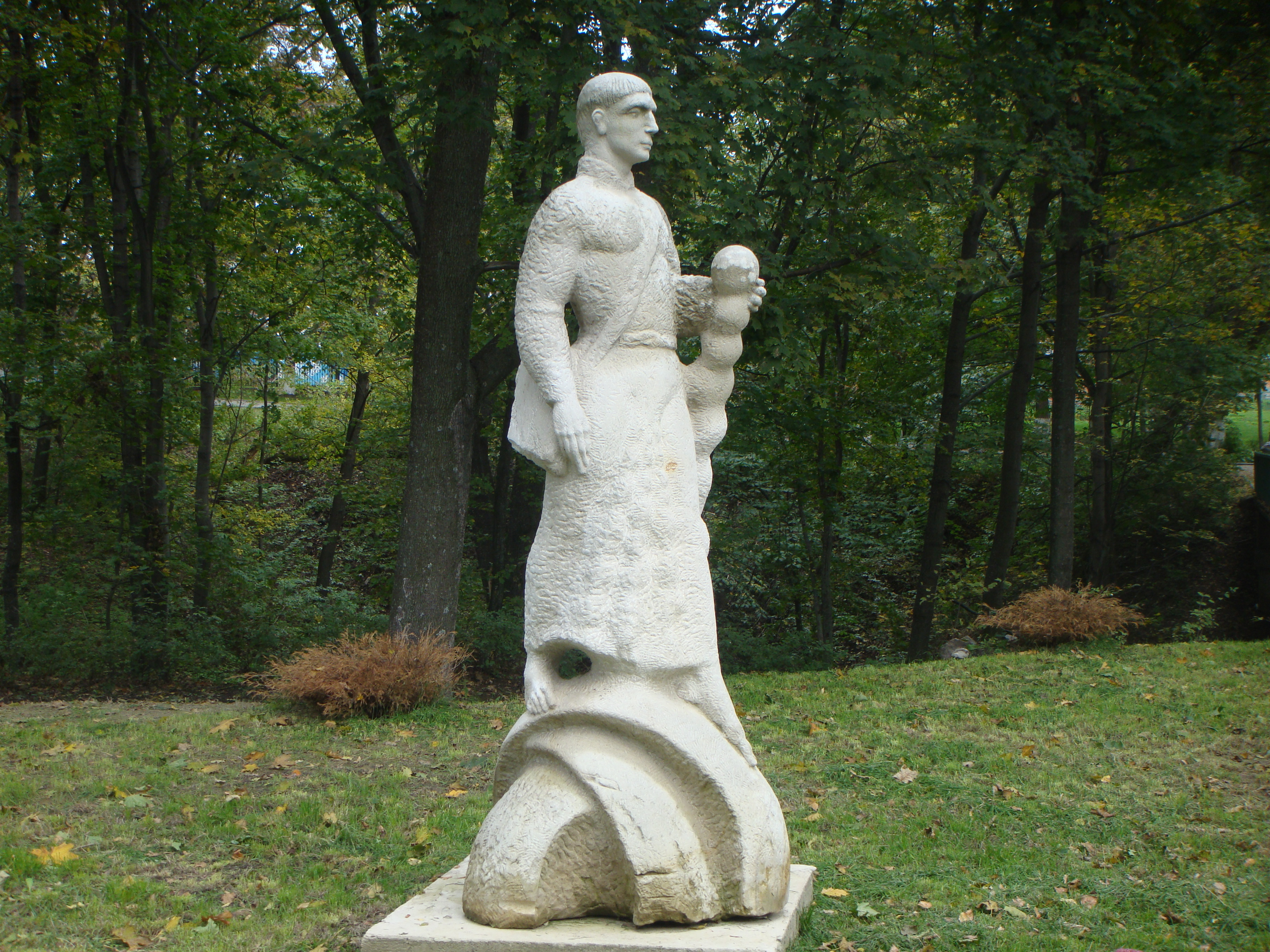
Скульптура Г.С. Сковороди
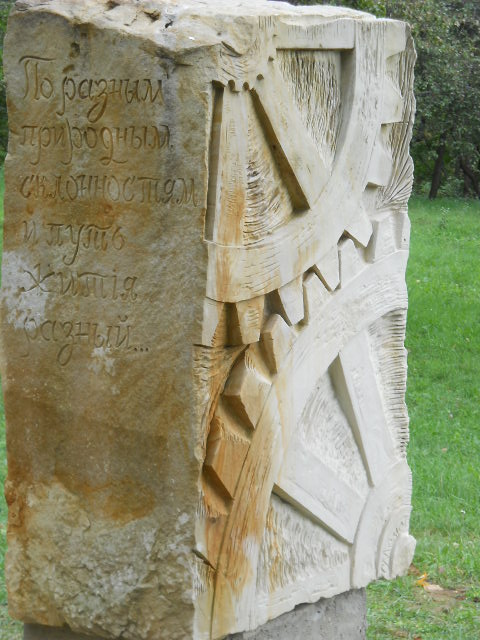
Скульптура у парку
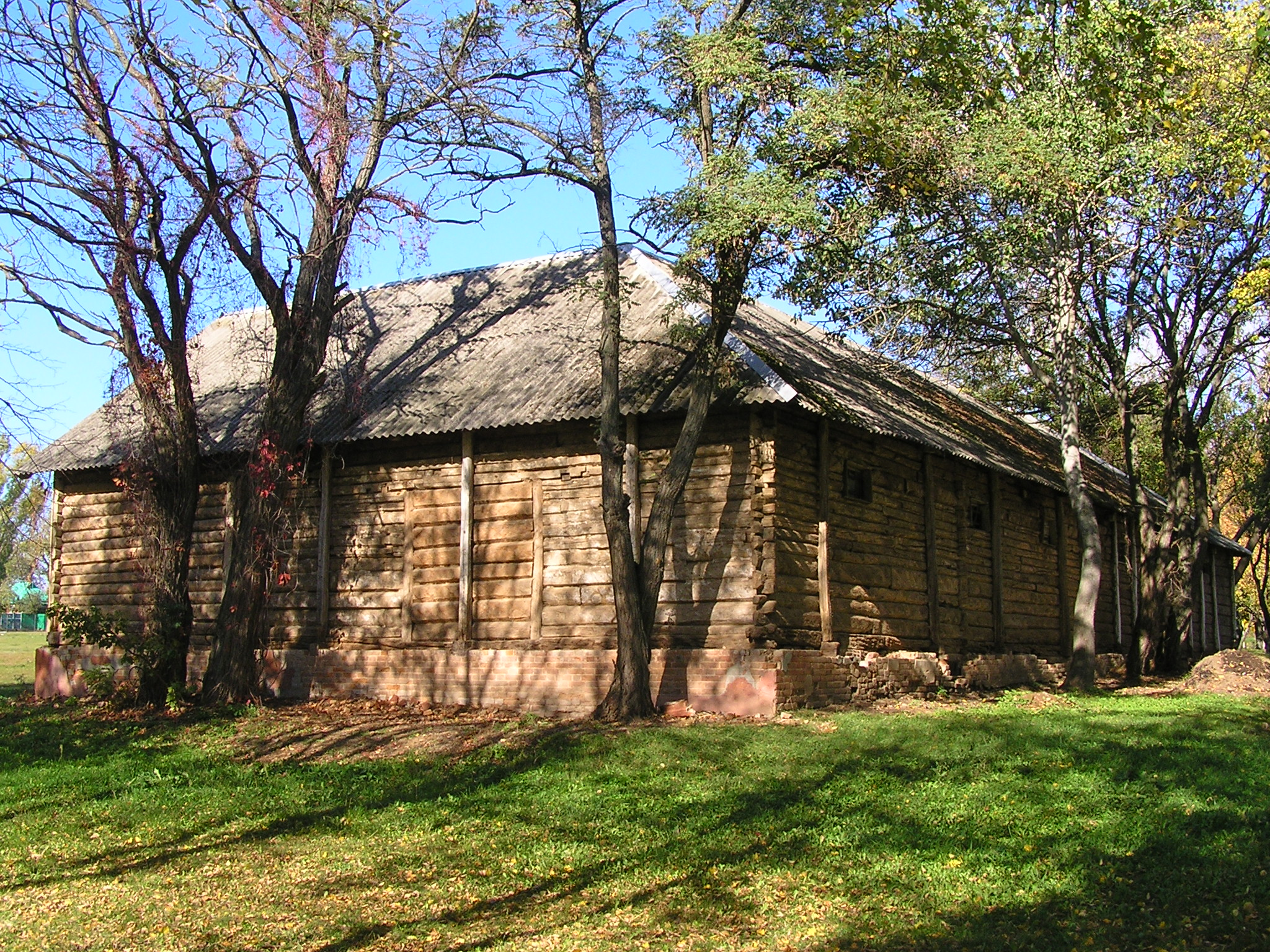
Комора (амбар) ХІХ ст.
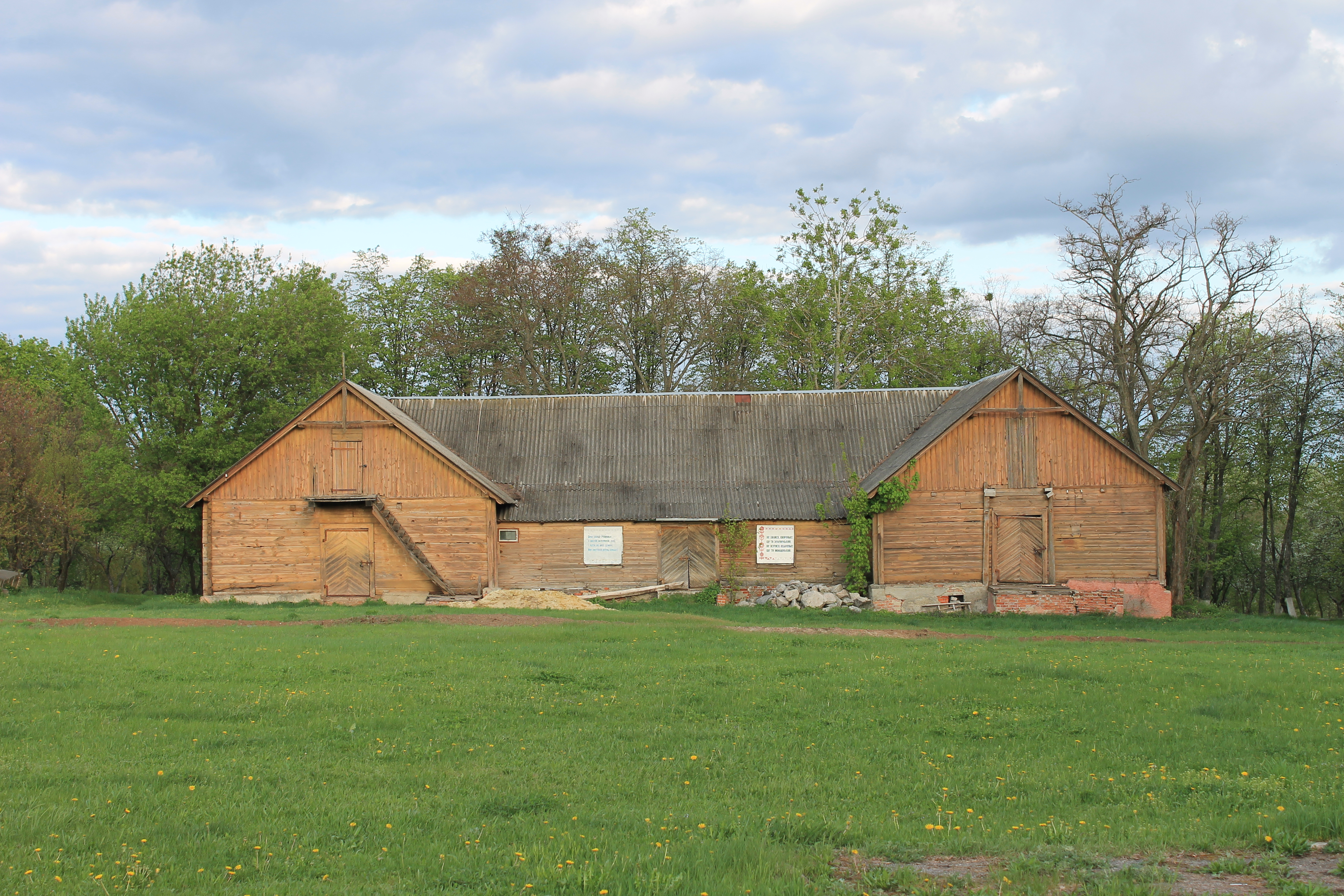
Комора (амбар) ХІХ ст. Вид спереду